# Agrafe (papeterie)
Pour les articles homonymes, voir agrafe.

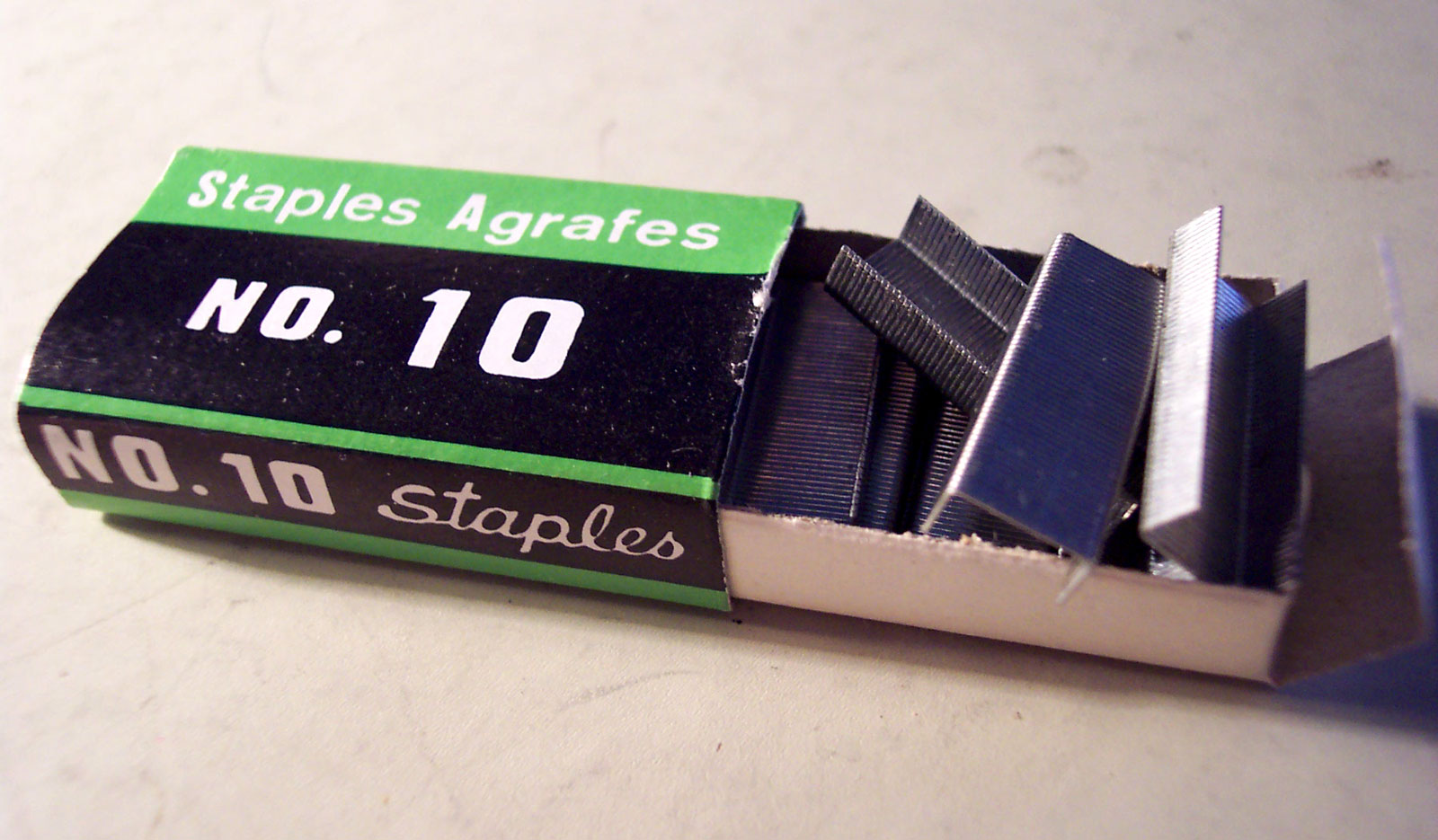
Une boite d'agrafes de bureau

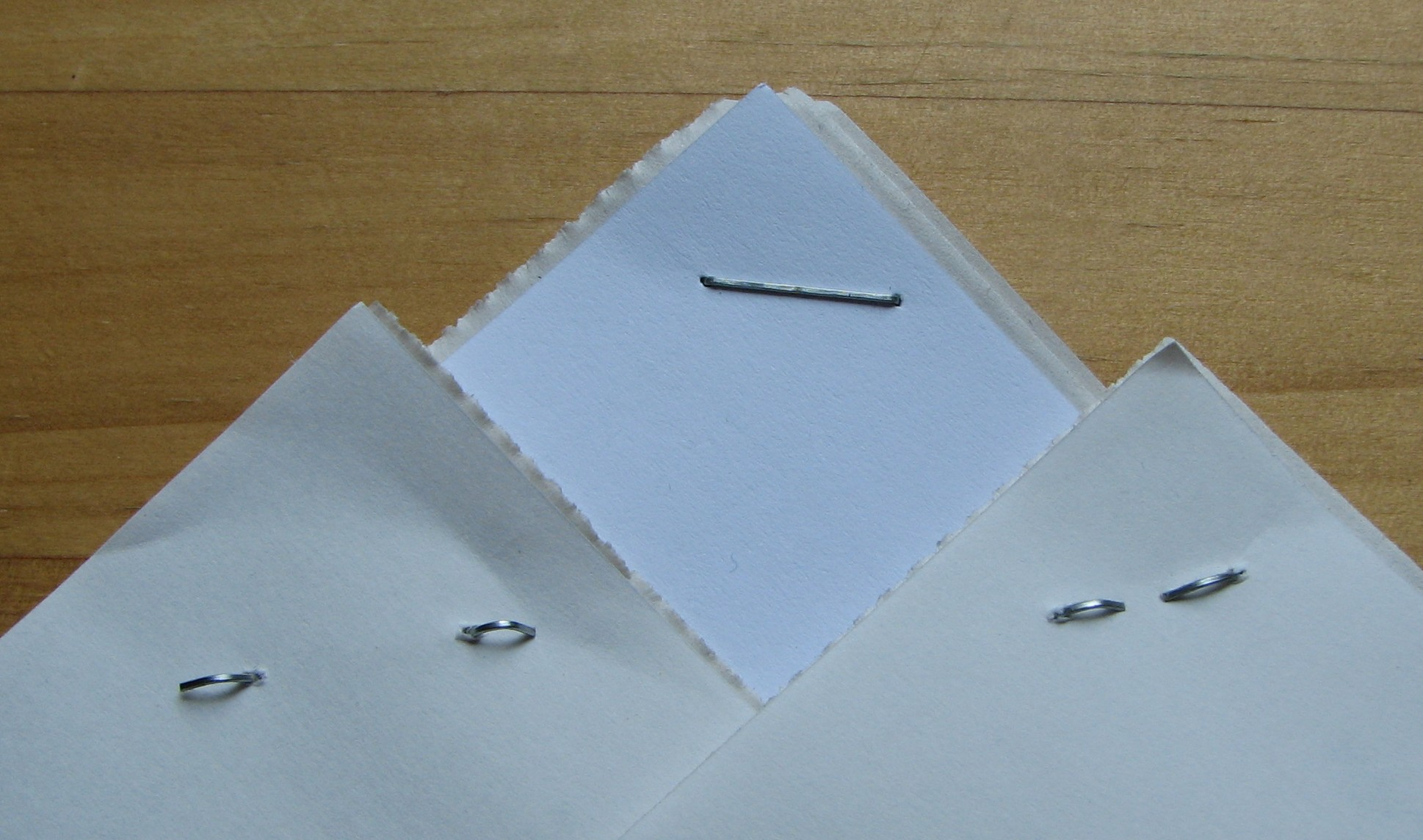
Trois agrafes

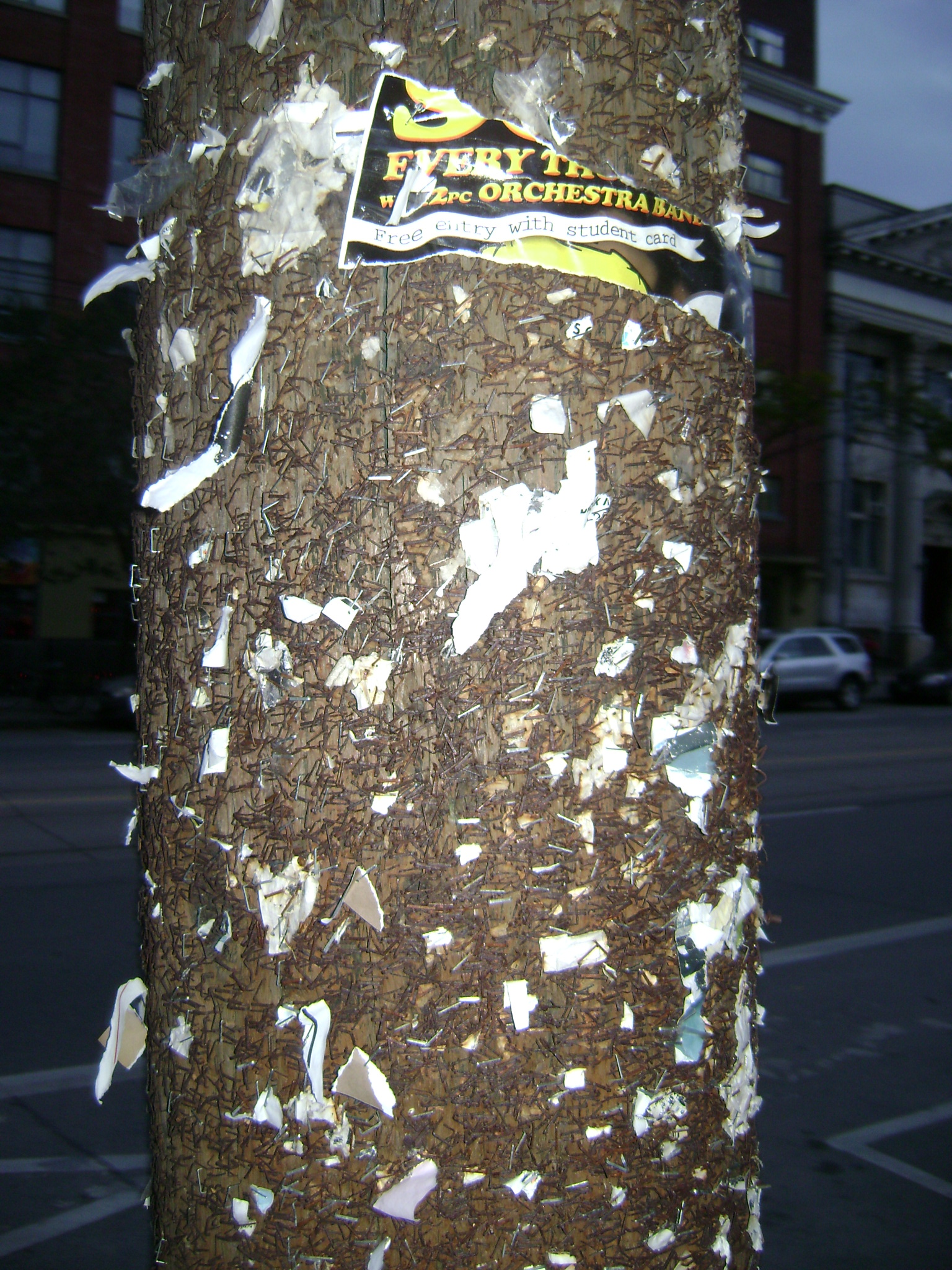
Agrafes sur un poteau dans une rue de Toronto, Canada.

Une agrafe est une pièce métallique semi-démontable servant à fixer des éléments minces :
- entre eux, comme des feuilles de papier : les extrémités de l'agrafe passent au travers des feuilles et se replient de l'autre côté pour tenir les feuilles ensemble ;
- sur un support, tel qu'un mur, une cloison ou un tableau d'affichage ;

Le présent article concerne essentiellement les agrafes destinées à ces deux premières utilisations (bureau et similaires). Il existe aussi un grand nombre de tailles d'agrafes destinées à des utilisations artisanales ou industrielles comme :
- pour la confection de caisses en carton ou en bois ;
- en construction, des éléments d'isolation, d'étanchéité ou pare-vapeur peuvent être fixés à l'aide d'agrafes.
- en tapisserie et menuiserie pour la fixation des revêtements en tissu, cuir et similaires.

## Historique
L'agrafe date de l'Antiquité. Elle servait uniquement à attacher ensemble les tissus et était souvent ornée.
Au Québec, l'agrafe est communément appelée « broche » ; l'agrafeuse est alors appelée « brocheuse ».
En 1855, elle est fabriquée industriellement.
Les agrafes sont posées à l'aide d'une agrafeuse, inventée au début du XXe siècle, et retirées avec une dégrafeuse. Les éléments ainsi fixés sont dits agrafés.

## Dimensions standard des agrafes
Il n'y a pas vraiment de standard pour les dimensions (tailles ou formats) des agrafes. Cependant, on peut trouver certaines règles. Ces dimensions s'écrivent usuellement et internationalement (sauf aux États-Unis) sous la forme de deux nombres séparés par un '/' ou par un tiret. Exemples : 26/6 ou 26-6, 21/4, 6/4, etc.
- Le premier nombre indique le calibre du fil de l'agrafe (et non l'écartement de l'agrafe). Plus le nombre est petit, plus l'agrafe est épaisse (voir standard US dit « AWG »). Mais c'est loin d'être une règle absolue. Par exemple, le format 66/8 ne correspond pas à une agrafe très fine comme on pourrait le penser avec cette règle.

- Le deuxième nombre est (en général) la hauteur (celle des jambes) de l'agrafe. La hauteur détermine le nombre de feuilles maximum : 10 feuilles à agrafer = 1 mm + pour un agrafage optimal, il est nécessaire d’ajouter 3 ou 4 mm à l’épaisseur du document à agrafer

Ces dimensions peuvent être aussi indiquées par un seul numéro. Exemples : no 10, no 56, 19 1/4, etc.
Voici quelques dimensions (les plus courantes sont en gras). L'épaisseur et l'écartement sont indiqués sans aucune garantie pour quelques formats courants :
| Désignation               | Epaisseur       | Hauteur         | Ecartement      | Commentaires                                                                      |
| ------------------------- | --------------- | --------------- | --------------- | --------------------------------------------------------------------------------- |
| 25/4 ou no 25             |                 | 4 mm            |                 |                                                                                   |
| 21/4                      | 0,53 mm environ | 4 mm            | 6,7 mm environ  |                                                                                   |
| 13/4                      |                 | 4 mm            |                 |                                                                                   |
| 10/4                      |                 | 4 mm            |                 | Type 10 avec une hauteur de 4 mm                                                  |
| 8/4 ou bébé               | 0,62 mm environ | 4 mm            | 8,2 mm environ  |                                                                                   |
| 6/4                       |                 | 4 mm            |                 |                                                                                   |
| no 10                     |                 | 4,7 mm          | 8,6 mm+         |                                                                                   |
| Bruneau N°10              |                 | 4,8 mm          | 9,4 mm          | (H 4 mm indiqué sur la boite)                                                     |
| Maped N°10                |                 | 4,97 mm         | 9,3 mm          |                                                                                   |
| 26/6 ou no 56             | 0,405 mm        | 6 mm            | 12 mm environ   |                                                                                   |
| 24/6 ou no 16             | 0,511 mm        | 6 mm            | 12,8 mm environ | Annoncé pour 25 voire 30 feuilles                                                 |
| 21/6 ou jt21 ou type C    | 0,51 mm         | 6 mm            | 11,18 mm        |                                                                                   |
| 13/6                      |                 | 6 mm            |                 |                                                                                   |
| SP19 1/4, SP19/06 ou SP19 | 0,47 mm environ | 6,35 mm (¹⁄₄ ") | 9,5 mm          | Pour utilisation dans des pinces agrafeuses, notamment dans le commerce de détail |
| 23/8                      | 0,52 mm environ | 8 mm            | 12,9 mm environ |                                                                                   |
| 24/8 ou no 18             |                 | 8 mm            |                 |                                                                                   |
| 66/8                      |                 | 8 mm            |                 |                                                                                   |
| 13/8                      |                 | 8 mm            |                 |                                                                                   |
| 26/8+                     |                 | 8,5 mm (5⁄16 ") | 12 mm environ   |                                                                                   |
| 13/10                     |                 | 10 mm           |                 |                                                                                   |
| 23/10                     |                 | 10 mm           |                 | Annoncé pour 70 feuilles                                                          |
| n°53 ou A14               |                 | 10,1 mm         | 14 mm           | Pour agrafeuse et cloueuse électrique                                             |
| 9/12                      |                 | 12 mm           |                 |                                                                                   |
| 13/14                     |                 | 14 mm           |                 |                                                                                   |
| 9/14                      |                 | 14 mm           |                 |                                                                                   |